# الثلث (إب)
الثلث
هي إحدى قرى الجمهورية اليمنية. وهي تتبع جغرافيًا لمحافظة إب. وإداريًا لمديرية فرع العدين. يبلغ تعداد سكانها 1556 نسمة حسب الإحصاء الذي جرى عام 2004.